# Mustajärvi (sjö i Savitaipale, Södra Karelen)
Mustajärvi är en sjö i kommunen Savitaipale i landskapet Södra Karelen i Finland. Arean är 46 hektar och strandlinjen är 5,7 kilometer lång. Sjön  ingår i Vuoksens huvudavrinningsområde.   Den ligger omkring 42 km väster om Villmanstrand och omkring 180 km nordöst om Helsingfors. 